# Zoë Wanamaker
Zoë Wanamaker (Nueva York, 13 de mayo de 1949) es una actriz estadounidense de teatro, cine y televisión. Hija de Sam Wanamaker, actor y director estadounidense, reconocido como el principal impulsor de la moderna recreación del teatro The Globe en Londres.

## Biografía
Egresada del Central School of Speech and Drama, ha recibido diversos reconocimientos en el ámbito teatral, entre ellos el Premio Laurence Olivier en la categoría mejor actriz en un revival por su papel en la obra Once in a Lifetime, estrenada en el Royal National Theatre de Londres en el año 1979 y a la mejor actriz por su interpretación en Electra, estrenada en el Donmar Warehouse de Londres en el año 1998; así como otras ocho nominaciones al mismo galardón en diversas categorías en 1984, 1985, 1989/90, 1991, 1996, 1998 y 2002. Adicionalmente, ha recibido cuatro nominaciones al Premio Tony en 1981, 1986, 1999 y 2006.
En televisión, fue nominada a dos Premios BAFTA TV a la mejor actriz de televisión en 1992 y 1993 por las películas Prime Suspect y Love Hurts, mientras que en cine en 1998 recibió una nominación al BAFTA a la mejor actriz de reparto por Wilde.
Sus apariciones cinematográficas incluyen: Wilde (1997, como Ada Leverson), Harry Potter and the Philosopher's Stone (2001, como Madame Hooch) y My Week with Marilyn (2011, como Paula Strasberg), e interpretó a Susan Harper en la comedia de situación My Family (2000–11). También tuvo apariciones en los dramas televisivos de ITV tales como Agatha Christie's Poirot (2005–13, como Ariadne Oliver), Mr Selfridge (2015), Britannia (2018), Girlfriends (2018) y Shadow and Bone (2021).

## Filmografía

### Cine
| Año  | Película                           | Papel                | Notas        | Ref.   |
| ---- | ---------------------------------- | -------------------- | ------------ | ------ |
| 1988 | The Raggedy Rawney                 | Elle                 |              |        |
| 1997 | Wilde                              | Ada Leverson         |              | [ 17 ] |
| 1997 | Amy Foster                         | Mary Foster          |              | [ 18 ] |
| 2001 | Harry Potter y la piedra filosofal | Madame Rolanda Hooch |              | [ 19 ] |
| 2004 | Cinco niños y eso                  | Martha               |              | [ 20 ] |
| 2010 | It's a Wonderful Afterlife         | Mrs. Goldman         |              | [ 21 ] |
| 2011 | Mi semana con Marilyn              | Paula Strasberg      |              | [ 22 ] |
| 2014 | Captcha                            | Paula Strasberg      | cortometraje |        |

### Televisión
| Año        | Trabajo                                                      | Papel                                 | Notas |
| ---------- | ------------------------------------------------------------ | ------------------------------------- | --- |
| 1971       | ITV Sunday Night Drama                                       | Sally                                 | Episodio: Turn of the Year: Sally for the Keeps |
| 1971       | Take Three Girls                                             | Jackie                                | |
| 1973       | Late Night Theatre                                           | Alice                                 | Episodio: The Eagle has Landed |
| 1973       | Between the Wars                                             | Ada Abbott                            | Episodio: The Silver Mask |
| 1973       | ITV Sunday Night Theatre                                     | Lorna Green                           | Episodio: Lorna and Ted |
| 1973       | Spy Trap                                                     | Muriel                                | Episodio: Sale of Work |
| 1974       | Jennie: Lady Randolph Churchill                              | Pearl Craigie                         | Miniserie (1 episodio) A Perfect Darling |
| 1975       | The Confederacy of Wives                                     | Corinna                               | Película para TV |
| 1975       | Village Hall                                                 | Shirley Chatsfield                    | Episodio: Miss Health and Beauty |
| 1975       | Crown Court                                                  | Joan Carmichael                       | 1 episodio |
| 1977       | A Christmas Carol                                            | Belle                                 | TV film |
| 1978       | BBC Play of the Month                                        | Lucille/Dorinda                       | Danton's Death / The Beaux Strategem |
| 1978       | The Devil's Crown                                            | Berengaria of Navarre                 | 3 episodes |
| 1981       | Strike: The Birth of Solidarity                              | Aline Pienkowska                      | Película para TV |
| 1982       | Baal                                                         | Sophie                                | Película para TV |
| 1982       | Inside the Third Reich                                       | Annemarie Kempf                       | Película para TV |
| 1983       | Richard III                                                  | Lady Anne                             | Película para TV |
| 1983       | Enemies of the State                                         | Zdena Tomin                           | Película para TV |
| 1985       | Edge of Darkness                                             | Clemmy                                | Miniserie (3 episodios) |
| 1986       | Paradise Postponed                                           | Charlie Fanner                        | Miniserie (8 episodios) |
| 1987       | Poor Little Rich Girl: The Barbara Hutton Story              | Jean Kennerly                         | Película para TV |
| 1987       | Tales of The Unexpected                                      | Margaret Smythe                       | 1 episodio Skeleton in the Cupboard |
| 1988       | Once in a Life Time                                          | May Daniels                           | Película para TV |
| 1989       | The Dog It was That Died                                     | Blidebeck                             | Película para TV |
| 1989       | Ball-Trap on the Cote Sauvage                                | Sarah Marriot                         | Película para TV |
| 1990       | Theatre Night                                                | Emilia                                | Episodio: Othello |
| 1991       | Inspector Morse                                              | Emma Pickford                         | Episodio: Fat Chance |
| 1991       | Prime Suspect                                                | Moyra Henson                          | Miniserie (2 episodios) |
| 1992       | Screen Two: Memento Mori                                     | Olive Mannering                       | Película para TV |
| 1992       | Screenplay: The Countess Alice                               | Connie                                | Película para TV |
| 1992       | Shakespeare: The Animated Tales                              | Lady Macbeth                          | Episodio: Macbeth |
| 1992       | The Blackheath Poisonings                                    | Charlotte Collard                     | Miniserie (3 episodios) |
| 1992–1994  | Love Hurts                                                   | Tessa Piggot/Tessa Carver             | 30 episodios |
| 1995       | Performance                                                  | Mrs Holroyd                           | Episodio: The Widowing of Mrs. Holroyd |
| 1995       | The English Wife                                             | Carolina Griveau                      | Película para TV |
| 1997       | A Dance to the Music of Time                                 | Audrey Mclintick                      | Miniserie (2 episodios) |
| 1997       | Great Performances                                           | Prologue/Herself                      | Episodio: Henry V at Shakespeare's Globe |
| 1999       | The Magical Legend of the Leprechauns                        | Mary Muldoon                          | |
| 1999       | David Copperfield                                            | Miss Jane Murdstone                   | Miniserie |
| 2000       | Gormenghast                                                  | Clarice Groan                         | Miniserie (3 episodios) |
| 2000–2011  | My Family                                                    | Susan Harper                          | 114 episodios |
| 2001       | Adrian Mole: The Cappuccino Years                            | Tania Braithwaite                     | 6 episodios |
| 2005       | Agatha Christie's Miss Marple                                | Letitia Blacklock/Charlotte Blacklock | Episodio: A Murder is Announced |
| 2005       | A Waste of Shame: The Mystery of Shakespeare and His Sonnets | Countess of Pembroke                  | Película para TV |
| 2005–2013  | Agatha Christie's Poirot                                     | Ariadne Oliver                        | 6 episodios: - Cards on the Table (2005) - Mrs McGinty's Dead (2008) - Third Girl (2008) - Hallowe'en Party (2010) - Elephants Can Remember (2013) - Dead Man's Folly (2013) |
| 2005, 2006 | Doctor Who                                                   | Cassandra                             | 2 episodios: "The End of the World" and "New Earth" |
| 2006       | Johnny and the Bomb                                          | Mrs Tachyon                           | 2 episodios |
| 2007       | The Old Curiosity Shop                                       | Mrs Jarley                            | Película para TV |
| 2013       | Wodehouse in Exile                                           | Ethel Wodehouse                       | Película para TV |
| 2015       | Mr Selfridge                                                 | Princess Marie                        | 10 episodios |
| 2017       | Babs                                                         | Joan Littlewood                       | Película para TV |
| 2018       | Inside No. 9                                                 | Paula                                 | Episodio: "And the Winner Is..." |
| 2018–2021  | Britannia                                                    | Queen Antedia                         | Principal (10 episodios) |
| 2018       | Girlfriends                                                  | Gail                                  | 6 episodios |
| 2019       | Killing Eve                                                  | Helen Jacobsen                        | Episodio: "Desperate Times" |
| 2019       | Worzel Gummidge                                              | Lady Bloomsbury Barton                | Episodio: "The Green Man" |
| 2021–2023  | Shadow and Bone                                              | Baghra                                | Principal (11 episodios) |
| 2022       | The Man Who Fell to Earth                                    | Watt                                  | 2 episodios |
| 2023       | The Cleaner                                                  | Lucille                               | Episodio: "The Statue" |

### Videojuegos
| Año  | Videojuego                     | Papel       | Notas |
| ---- | ------------------------------ | ----------- | ----- |
| 2008 | Fable II                       | Theresa     |       |
| 2010 | Fable III                      | Theresa     |       |
| 2012 | Fable: The Journey             | Theresa     |       |
| 2018 | Harry Potter: Hogwarts Mystery | Madam Hooch |       |

### Teatro
| Año       | Obra de teatro                         | Papel                         | Localización                                                                                        |
| --------- | -------------------------------------- | ----------------------------- | --------------------------------------------------------------------------------------------------- |
| 1970      | A Midsummer Night's Dream              | Hermia                        | University Theatre, Manchester                                                                      |
| 1970      | Creditors                              | Tealk                         | University Theatre, Manchester                                                                      |
| 1970      | The Cherry Orchard                     | Anya                          | Stables Theatre Club, Manchester                                                                    |
| 1971      | Pictures in a Bath of Acid             | Fanny Falkner                 | West Yorkshire Playhouse, Leeds                                                                     |
| 1971      | Family Album                           | Emily Valance                 | West Yorkshire Playhouse, Leeds                                                                     |
| 1971      | Twelfth Night                          | Olivia                        | West Yorkshire Playhouse, Leeds                                                                     |
| 1971      | Dick Whittington                       | Tommy the Cat                 | Royal Lyceum Theatre, Edinburgh                                                                     |
| 1971      | The Hostage                            | Teresa                        | Royal Lyceum Theatre, Edinburgh                                                                     |
| 1972      | The Birthday Party                     | Lulu                          | Royal Lyceum Theatre, Edinburgh                                                                     |
| 1972      | When Thou Art King                     | Lady Percy/Doll               | Far East Tour                                                                                       |
| 1972      | Guys and Dolls                         | Miss Adelaide                 | University Theatre, Manchester                                                                      |
| 1973      | The Provoked Wife                      | Belinda                       | Watford Palace Theatre                                                                              |
| 1973      | Twelfth Night                          | Viola                         | Tour                                                                                                |
| 1973      | Jack and the Beanstalk                 | Margery, the Baron's daughter | Cambridge Arts Theatre                                                                              |
| 1974      | She Stoops to Conquer                  | Constance Neville             | Tour                                                                                                |
| 1974      | French Without Tears                   | Jacqueline Maingot            | Tour                                                                                                |
| 1974      | Cabaret                                | Sally Bowles                  | Redgrave Theatre, Farnham                                                                           |
| 1974      | Tom Thumb                              | Princess Huncamunca           | The Young Vic                                                                                       |
| 1974      | Much Ado About Nothing                 | Hero                          | The Young Vic                                                                                       |
| 1975      | Kiss Me Kate                           | Bianca                        | Oxford Playhouse                                                                                    |
| 1975      | The Taming of the Shrew                | Katherina                     | Tour                                                                                                |
| 1975      | The Beggar's Opera                     | Mrs. Vixen/Lucy Locket        | Nottingham Playhouse                                                                                |
| 1975      | Jug                                    | Eva Hirst                     | Nottingham Playhouse                                                                                |
| 1975      | A Streetcar Named Desire               | Stella Kowalski               | Nottingham Playhouse                                                                                |
| 1976      | Pygmalion                              | Eliza Doolittle               | Nottingham Playhouse                                                                                |
| 1976      | The Servant of Two Masters             | Smeraldina                    | Nottingham Playhouse                                                                                |
| 1976      | The Devil's Disciple                   | Essie                         | Aldwych Theatre                                                                                     |
| 1976      | Ivanov                                 | Babakina, Marfa Yegorovna     | Aldwych Theatre                                                                                     |
| 1976      | Wild Oats; or, The Strolling Gentleman | Jane                          | Aldwych Theatre                                                                                     |
| 1978      | The Taming of the Shrew                | Bianca                        | The Other Place, Stratford-upon-Avon                                                                |
| 1978      | Captain Swing                          | Gemma Beech                   | The Other Place, Stratford-upon-Avon                                                                |
| 1979      | Piaf                                   | Toine                         | The Other Place, Stratford-upon-Avon                                                                |
| 1979      | Once in a Lifetime                     | May Daniels                   | Aldwych Theatre                                                                                     |
| 1981      | Piaf                                   | Toine                         | Plymouth Theatre, New York City                                                                     |
| 1982      | The Importance of Being Earnest        | Gwendoline                    | Royal National Theatre                                                                              |
| 1983      | The Time of Your Life                  | Kitty Duval                   | The Other Place, Stratford-upon-Avon                                                                |
| 1983      | Twelfth Night                          | Viola                         | Royal Shakespeare Theatre, Stratford-upon-Avon                                                      |
| 1983      | The Comedy of Errors                   | Adriana                       | Royal Shakespeare Theatre, Stratford-upon-Avon                                                      |
| 1984      | Mother Courage and her Children        | Kattrin                       | Barbican Centre                                                                                     |
| 1986      | Loot                                   | Fay                           | Manhattan Theatre Club Music Box Theatre, New York City                                             |
| 1986      | The Bay at Nice and Wrecked Eggs       | Sophia/Grace                  | Royal National Theatre                                                                              |
| 1988      | Mrs Klein                              | Paula                         | Royal National Theatre Apollo Theatre                                                               |
| 1989      | Othello                                | Emilia                        | The Other Place, Stratford-upon-Avon The Young Vic                                                  |
| 1990      | The Crucible                           | Elizabeth Proctor             | Royal National Theatre                                                                              |
| 1993      | The Last Yankee                        | Patricia Hamilton             | The Young Vic                                                                                       |
| 1994      | Dead Funny                             | Eleanor                       | Hampstead Theatre Vaudeville Theatre                                                                |
| 1995      | The Glass Menagerie                    | Amanda Wingfield              | Donmar Warehouse Comedy Theatre                                                                     |
| 1996      | Sylvia                                 | Sylvia                        | Apollo Theatre                                                                                      |
| 1997–1999 | Electra                                | Electra                       | Minerva Theatre Donmar Warehouse McCarter Theatre, Princeton Ethel Barrymore Theatre, New York City |
| 1998      | The Old Neighbourhood                  | Jolly                         | Duke of York's Theatre                                                                              |
| 1999      | Battle Royal                           | Queen Caroline                | Royal National Theatre                                                                              |
| 2001      | Boston Marriage                        | Anna                          | Donmar Warehouse Ambassadors Theatre                                                                |
| 2003      | His Girl Friday                        | Hildy Johnson                 | Royal National Theatre                                                                              |
| 2006      | Awake and Sing!                        | Bessie                        | Belasco Theatre, New York City                                                                      |
| 2007      | The Rose Tattoo                        | Serafina del Rose             | Royal National Theatre                                                                              |
| 2007      | Much Ado About Nothing                 | Beatrice                      | Royal National Theatre                                                                              |
| 2010      | All My Sons                            | Kate Keller                   | Apollo Theatre                                                                                      |
| 2011      | The Cherry Orchard                     | Madame Ranevskaya             | Royal National Theatre                                                                              |
| 2013      | Passion Play                           | Eleanor                       | Duke of York's Theatre                                                                              |
| 2014–2015 | Stevie                                 | Stevie                        | Minerva Theatre Hampstead Theatre                                                                   |
| 2015      | All On Her Own and Harlequinade        | Rosemary/Dame Maud Gosport    | Garrick Theatre                                                                                     |
| 2016      | Elegy                                  | Lorna                         | Donmar Warehouse                                                                                    |
| 2018      | The Birthday Party                     | Meg                           | Harold Pinter Theatre                                                                               |
| 2019      | Two Ladies                             | Helene                        | Bridge Theatre                                                                                      |
| 2021      | Constellations                         | Marianne                      | Vaudeville Theatre                                                                                  |

## Premios y nominaciones
| Año     | Premio                  | Categoría                                     | Trabajo               | Resultado | refs   |
| ------- | ----------------------- | --------------------------------------------- | --------------------- | --------- | ------ |
| 1979    | Premio Laurence Olivier | Mejor actriz en un revival                    | Once in a Lifetime    | Ganadora  | [ 1 ]  |
| 1980/81 | Premio Tony             | Mejor actriz de reparto en una obra de teatro | Piaf!                 | Nominada  | [ 11 ] |
| 1981    | Premio Drama Desk       | Mejor actriz en una obra de teatro            | Piaf!                 | Nominada  | [ 23 ] |
| 1984    | Premio Laurence Olivier | Mejor actriz en un revival                    | Twelfth Night         | Nominada  | [ 4 ]  |
| 1984    | Premio Laurence Olivier | Mejor actriz de reparto                       | The Time of Your Life | Nominada  | [ 4 ]  |
| 1985    | Premio Laurence Olivier | Mejor interpretación en un papel secundario   | Mother Courage        | Nominada  | [ 5 ]  |
| 1986    | Premio Tony             | Mejor actriz principal en una obra de teatro  | Loot                  | Nominada  | [ 12 ] |
| 1986    | Premio Drama Desk       | Mejor actriz en una obra de teatro            | Loot                  | Nominada  | [ 24 ] |
| 1989/90 | Premio Laurence Olivier | Mejor actriz de reparto                       | Othello               | Nominada  | [ 6 ]  |
| 1991    | Premio Laurence Olivier | Mejor actriz de reparto                       | The Crucible          | Nominada  | [ 7 ]  |
| 1992    | Premio BAFTA TV         | Mejor actriz de televisión                    | Prime Suspect         | Nominada  | [ 15 ] |
| 1993    | Premio BAFTA TV         | Mejor actriz de televisión                    | Love Hurts            | Nominada  | [ 15 ] |
| 1996    | Premio Laurence Olivier | Mejor actriz                                  | The Glass Menagerie   | Nominada  | [ 8 ]  |
| 1998    | Premio BAFTA            | Mejor actriz de reparto                       | Wilde                 | Nominada  | [ 16 ] |
| 1998    | Premio Laurence Olivier | Mejor actriz                                  | Electra               | Ganadora  | [ 2 ]  |
| 1999    | Premio Tony             | Mejor actriz principal en una obra de teatro  | Electra               | Nominada  | [ 13 ] |
| 1999    | Premio Drama Desk       | Mejor actriz en una obra de teatro            | Electra               | Nominada  | [ 25 ] |
| 2002    | Premio Laurence Olivier | Mejor actriz                                  | Boston Marriage       | Nominada  | [ 9 ]  |
| 2005/06 | Premio Drama Desk       | Premio especial al mejor reparto              | Awake and Sing!       | Ganadora  | [ 26 ] |
| 2006    | Premio Tony             | Mejor actriz principal en una obra de teatro  | Awake and Sing!       | Nominada  | [ 14 ] |